# Phallodrilus
Phallodrilus é um género de invertebrado da família Tubificidae.
Este género contém as seguintes espécies:
- Phallodrilus macmasterae